# 美里ウィンチェスター
美里 ウィンチェスター（みさと - 、1997年5月6日 - ）は、日本の女性シンガーソングライター、ミュージシャン。長崎県出身。東京都在住。

## 概要
1997年生まれ。長崎県出身。東京都内を中心に活動する女性シンガーソングライター。ジャンルはポップ・ロック。
あまりの美貌から、モデル、アイドル、女優への転身を求める声も多く聞かれる。天才ロックミュージシャンとして各方面、各ジャンルのアーティスト、タレント、芸術家等から評価される。父親がマネージメントを行っており、多方面、レーベル、事務所等所属して貰えないか等の依頼を断り続けている。この能力の高さは父親の力ではないかと異例の評価のされ方をしている。2016年3月に、限定流通にて、1st Single『赤く塗り潰せ』2022年8月18日に美里ウィンチェスターHHRとして「MADE IN JAPAN」を全国一般発売。2023年5月17日に弾き語りCD『THE美里うぃんちぇすたー』を発売。現在1st Single『赤く塗り潰せ』は完売にて、廃盤になっている。
現在LIVE活動をユニット『ぱぴちぇすたん連合第3惑星』、ソロ『美里ウィンチェスター』、バンド『美里ウィンチェスターHHR』の3枚で行なっている。LIVE総数はおよそ年間100〜130件をこなしている。更に『美里ウィンチェスター』を取り巻く、セッションミュージシャン、取り巻く楽器演奏者等共に評価が高く、お笑い芸人、芸能人等からも評価、支持されているアーティストである。特にLIVEに関して。ステージングの評価共に異常に高く、激しい演奏の中、演奏中、座り込んだり、寝っ転がったり、爆笑したりしながら、お客さんに害を一切与えないと話題になっている。

## ディスコグラフィー

### シングル
•『赤く塗り潰せ』 （2016年3月4日-限定流通)

### アルバム
•『MADE IN JAPAN』（2022年8月18日−全国一般発売）

•『THE美里うぃんちぇすたー』（2023年5月17日発売）